# فيتولد بيليفيتش
فيتولد بيليفيتش (2 مارس 1921 ـ 26 ديسمبر 1999) كان عالم رياضيات ومهندس كهربائي بلجيكي من أصل روسي له مساهمات مهمة في مجال نظرية الشبكة الكهربائية. وُلد لأبوين هاربين من الثورة البلشفية، واستقر في بلجيكا حيث عمل على أولى مشاريع بناء الحواسيب. يعود الفضل لبيليفيتش لعدد من النظريات الخاصة بالدوائر الكهربائية وابتكر معاملات التشتت المعروفة الآن.
كان بيليفيتش مهتمًا باللغات ووجد اشتقاقًا رياضيًا لقانون زيبف. كما نشر أبحاثًا عن لغات الآلة. اهتم أيضًا بمجال خطوط النقل الكهربائية، حيث نشر أبحاثًا عن اقتران الخطوط. عمل على تطوير التهاتف الجماعي وقدم التركيب الرياضي لمصفوفة المؤتمر.

## بداية حياته
وُلد بيليفيتش في 2 مارس 1921 في تيريوكي، كاريليا، التي هي الآن جزء من روسيا، ولكنها كانت جزءًا من فنلندا في ذلك الوقت. كان والدا بيليفيتش روسيين وكانت والدته من العرق البولندي. حاول الزوجان الفرار من منزلهما في بتروغراد (سان بطرسبرغ) في روسيا هربًا من الثورة البلشفية، التي عارضها والد بيليفيتش. نجحت والدة بيليفيتش في نهاية فترة حملها في عبور الحدود إلى فنلندا وواصلت طريقها إلى هلسنكي بعد ولادة فيتولد، حيث وُلد. توجهت إلى هلسنكي لأن والد زوجها كان مدير المدرسة الروسية هناك. قُبض على والد بيليفيتش قبل أن يتمكن من اللحاق بزوجته وتم ترحيله إلى سيبيريا، حيث توفي دون أن يرى ابنه على الإطلاق.
في عام 1926، بينما كان بيليفيتش طفلًا صغيرًا، هاجر مع والدته إلى بلجيكا.

## تعليمه
تلقى بيليفيتش تعليمه باللغة الفرنسية في بلجيكا، حتى يوليو عام 1936 في كلية نوتردام دي لا بيكس في نامور. في عام 1937، عندما كان يبلغ من العمر 16 عامًا، التحق بالجامعة الكاثوليكية في لوفان حيث درس الهندسة الكهربائية والميكانيكية وتخرج عام 1942. حصل بيليفيتش على الدكتوراه في العلوم التطبيقية من نفس الجامعة عام 1945. كان تشارلز لامبرت مانيباك مشرفه الرئيسي وكان فيلهلم كاور، مؤسس مجال تركيب الشبكات، مشرفه الثاني.
بين عامي 1953 و1985، عمل بيليفيتش كمحاضر في الجامعة. قام بتدريس نظرية الدوائر الكهربائية وموضوعات رياضية أخرى متعلقة بعلوم الكهرباء. في عام 1960 أصبح أستاذًا خاصًا (buitengewoon hoogleraar). على الرغم من أن بيليفيتش عمل كمهندس كهربائي، كان اهتمامه الأساسي هو الرياضيات، خاصةً علم الجبر. كان هناك تقليد في بلجيكا دفع علماء الرياضيات الموهوبين للعمل في الهندسة بدلًا من الرياضيات أو الفيزياء البحتة. أظهر بيليفيتش ميوله الرياضية من خلال تفضيله استخدام السبورة والطباشير على أساليب التعليم البصرية السمعية أثناء محاضراته. حتى أنه حاضر بهذه الطريقة عند تقديمه المحاضرة الافتتاحية أمام جمهور كبير في مؤتمر دولي في مؤسسة المهندسين الكهربائيين في لندن.

## حياته المهنية
بعد تخرجه في عام 1942، انضم بيليفيتش إلى شركة بيل لتصنيع الهواتف (بي تي إم سي) في أنتويرب، التي كانت في الأصل جزءًا من شركة بيل الدولية للهواتف في بروكسل، ولكن تم بيعها إلى شركة الهاتف والتلغراف الدولية (آي تي تي) في عام 1925. في بي تي إم سي أصبح بيليفيتش رئيسًا لقسم الإرسال. هناك، تعرف على بويلهلم كاور الذي أثر عليه بدرجة كبيرة. كان كاور أحد أهم علماء نظريات الدوائر الكهربائية في ذلك الوقت، وعمل في ذلك الوقت لصالح مكس وجينيست في برلين، التي هي شركة شقيقة تابعة لآي تي تي. توفي كاور خلال الحرب العالمية الثانية، لكن بيليفيتش استمر لفترة طويلة في اعتبار أن أبحاثه هي الأهم في نظرية الدوائر الكهربائية.
من عام 1951، شارك بيليفيتش في تصميم أجهزة الحاسوب الإلكترونية التي طورتها بي تي إم سي لصالح الحكومة البلجيكية. كان الغرض من هذا البرنامج هو "اللحاق" بالعالم الناطق باللغة الإنجليزية الذي أحرز تقدما في مجال علم الحاسوب أثناء الحرب العالمية الثانية. نتج عن ذلك بناء حاسوب آلة الرياضيات آي آر إس آي إيه إف إن آر إس (Machine mathématique IRSIA-FNRS). من عام 1952، مثّل بيليفيتش الجانب الهندسي الكهربائي لهذا المشروع. في عام 1955، أصبح بيليفيتش مديرًا لمركز الحوسبة البلجيكي Comité d'Étude et d'Exploitation des Calculateurs Électroniques (لجنة دراسة واستخدام الحواسيب الإلكترونية) في بروكسل الذي كان يشغل هذا الحاسوب لصالح الحكومة. في البداية، شُغل فقط النموذج الأولي المكون من 17 رفًا. كانت إحدى المهام الأولى التي استُخدم الحاسوب من أجلها هي حساب دالة بيسل. نُقل الحاسوب الكامل المكون من 34 رفًا من أنتويرب ودخل الخدمة في عام 1957. استخدم بيليفيتش الحاسوب لدراسة الدالة المتسامية.
في عام 1963، أصبح بيليفيتش رئيسًا لمختبرات البحث إم بي إل إي التي أُسست حديثًا (لاحقًا مختبرات فيليبس للأبحاث في بلجيكا) تحت إشراف مدير فيليبس للأبحاث هندريك كازيمير في أيندهوفن. تخصصت هذه المنشأة في الرياضيات التطبيقية في شركة فيليبس وشاركت بشكل كبير في أبحاث الحوسبة. بقي بيليفيتش في هذا المنصب حتى تقاعده في نوفمبر 1984.
توفي بيليفيتش في 26 ديسمبر 1999، وترك وراءه ابنته.